# Çağla Kubat

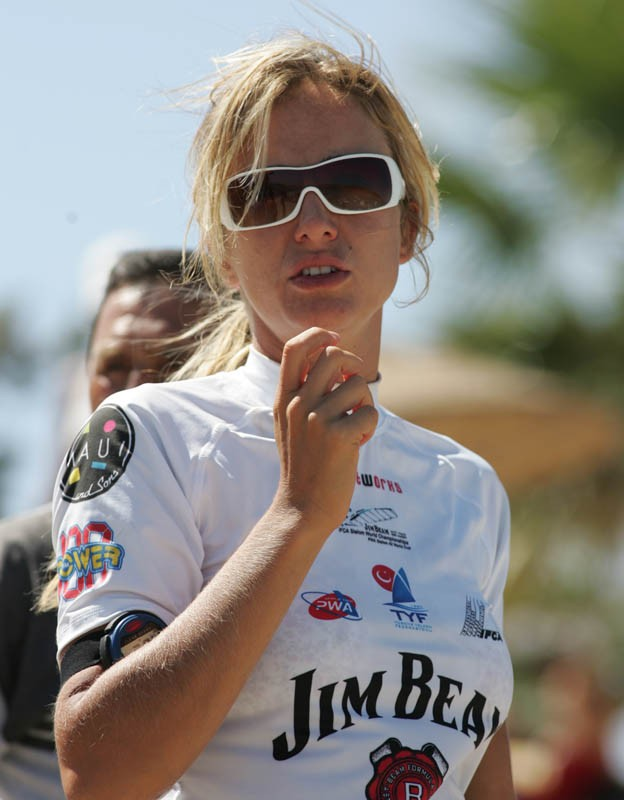
Çağla Kubat auf der PWA IFCA Slalom Weltmeisterschaft in Alaçatı 2006

Çağla Kubat (* 16. November 1979 in Izmir) ist ein türkisches Model, Schauspielerin und Windsurferin. Nach dem Abschluss der italienischen Liceo-Italiano-Schule in Istanbul studierte sie Maschinenbau an der Technischen Universität Istanbul.
2002 wurde sie Vize-Miss Turkey und vertrat die Türkei bei den Miss Universe.
Als Windsurferin ist sie mehrfache türkische Meisterin und gewann 2005 die IFCA Europameisterschaft im Slalom.
Seit 2006 nimmt sie an der PWA World Tour teil. Bei den IFCA Weltmeisterschaften 2006 wurde sie 6. im Slalom. Bei den IFCA Weltmeisterschaften 2007 erreichte sie den 10. Rang im Slalom.
Sie ist Mitglied der Segelabteilung von Fenerbahçe Istanbul.
Als Schauspielerin trat sie in den Serien Kuzey Rüzgarı, Arka Sokaklar und Sağır Oda auf.
Sie betreibt zusammen mit ihrem Mann Jimmy Diaz eine Surfschule in Alaçatı.